# Rhodes, Moselle
Rhodes là một xã trong vùng Grand Est, thuộc tỉnh Moselle, quận Sarrebourg, tổng Sarrebourg. Tọa độ địa lý của xã là 48° 45' vĩ độ bắc, 06° 53' kinh độ đông. Rhodes có điểm thấp nhất là 257 mét và điểm cao nhất là 283 mét. Xã có diện tích 11,89 km², dân số vào thời điểm 2004 là 72 người; mật độ dân số là 5,6 người/km². Rhodes nằm khoảng 12 km về phía tây của Sarrebourg, thuộc Pháp từ năm 1661.

## Thông tin nhân khẩu
| 1962 | 1968 | 1975 | 1982 | 1990 | 1999 |
| ---- | ---- | ---- | ---- | ---- | ---- |
| 77   | 91   | 65   | 55   | 51   | 56   |